# 縣千
縣千（日语：／，2月10日—），寶塚歌劇團雪組男役。暱稱，京都府宇治市人，曾就讀於京都府立莵道高等學校，身高172公分，O型。

## 簡介
- 2015年進入寶塚歌劇團，101期生[2][3][4]，同期有鷹翔千空(現宙組男役)[5]、礼華はる(現月組男役)、天紫珠李(現月組主演娘役)。初次登台表演是月組公演『1789 -バスティーユの恋人たち-(1789─巴士底獄的戀人們─)』[3]，之後被分到雪組。
- 2018年，『凱旋門』新人公演是她第一次擔任主演[6]，之後還主演了『CITY HUNTER(城市獵人)』[7]、『夢介千両みやげ(夢介千兩冤大頭)』[8]的新人公演。
- 2022年，第一次擔任寶塚Bow Hall公演主角，劇目是『Sweet Little Rock 'n' Roll』[9]。
- 2024年底，梅田藝術劇場及KAAT神奈川藝術劇場公演『FORMOSA!!(福爾摩沙)』則是她第一次東上主演(東京特別公演主演)。

## 寶塚歌劇團時期

### 初舞台
- 2015年4-6月 寶塚大劇場 月組公演『1789 -バスティーユの恋人たち-(1789─巴士底獄的戀人們─)』[10]

### 雪組時期
- 2015年7-10月 『星逢一夜』新人公演 飾演:青年汐太 (正式公演:永久輝聖亞) 『La Esmeralda(翡翠)』[11]
- 2015年11-12月 『哀しみのコルドバ(哀傷的歌多華)』飾演:ルシオ(盧西奧/Lucio)『La Esmeralda(翡翠)』[12]※全國巡迴公演
- 2016年2-5月 『るろうに剣心(神劍闖江湖)』飾演:清里明良 新人公演:四乃森蒼紫 (正式公演:月城叶音)[13]
- 2016年6-7月 KAAT神奈川藝術劇場、梅田藝術劇場 『ドン・ジュアン(唐璜)』飾演:マルセロ(馬賽羅/Marcelo)[14]
- 2016年7月 寶塚Bow Hall 『Bow Singing Workshop〜雪〜』[15]
- 2016年10-12月 『私立探偵ケイレブ・ハント(私家偵探迦勒・杭特)』飾演:トレバー(崔佛/Trevor) 新人公演 飾演:カズノ・ハマー(卡茲諾・漢默)(正式公演:彩風咲奈)『Greatest HITS!(最偉大的作品!)』[16]
- 2017年2月 寶塚Bow Hall 『New Wave!-雪-』[17]
- 2017年4-7月 『幕末太陽傳』飾演:ガエン者玄平(消防員玄平)/代役：倉造息子清七(倉造的兒子清七) (正式公演:永久輝聖亞）新人公演 飾演:高杉晉作 (正式公演:望海風斗)『Dramatic “S”!』[18]
- 2017年8-9月 日本青年館、梅田藝術劇場 『CAPTAIN NEMO(尼莫船長，改編儒勒·凡尔纳原作小說「海底两万里」)』飾演:ヘディン(哈定/Hedin)[19]
- 2017年11月-2018年2月 『ひかりふる路（みち）〜革命家、マクシミリアン・ロベスピエール〜(光照之路〜革命家馬克西米連・羅伯斯比〜)』飾演:フランソワ・アンリオ(弗朗索瓦·昂里奥) 新人公演 飾演:フィリップ・ル・バ(菲利普·弗朗索瓦·約瑟夫·勒巴)(正式公演:永久輝聖亞）『SUPER VOYAGER!(超級航海家!)』[20]
- 2018年3-4月 寶塚Bow Hall 『義經妖狐夢幻櫻』飾演:ヤスヒラ[21]
- 2018年6-9月 『凱旋門』飾演:ヴィーゼンホーフ 新人公演 飾演:ラヴィック(拉維克)(正式公演:轟悠)『Gato Bonito!!(美麗的貓)』[22][23]＊第一次擔任新人公演主角
- 2018年11月-2019年2月 『ファントム(歌劇魅影)』飾演:従者(僕人) 新人公演 飾演:ジェラルド・キャリエール(傑哈·卡里耶/Gérard Carrière) (正式公演:彩風咲奈)[24]※寶塚的版本並非安德魯洛伊韋伯的版本，而是1991年於德州首演的版本。
- 2019年3-4月 東急シアターオーブ(東急劇場Orb)『20世紀号に乗って(特急二十世紀/On the Twentieth Century)』飾演:マックス・ジェイコブス(馬克斯・雅可布/Max Jacobs)[25]
- 2019年5-9月 『壬生義士傳』飾演:池波六三郎 新人公演 飾演:土方歲三 (正式公演:彩凪翔)『Music Revolution!(音樂革命!)』[26]
- 2019年10月 KAAT神奈川藝術劇場、梅田藝術劇場 『ハリウッド・ゴシップ(好萊塢緋聞)』飾演:ラリー(雷利/Rally)[27]
- 2020年1-3月『ONCE UPON A TIME IN AMERICA（ワンス アポン ア タイム イン アメリカ）(四海兄弟)』 飾演:パッツィー(派翠克) 新人公演 飾演:マックス(馬克斯)(正式公演:彩風咲奈)[28]
- 2020年8-9月 梅田藝術劇場『炎のボレロ(火焰的波麗露)』飾演:フラミンゴ『Music Revolution!-New Spirit-(音樂革命!新精神)』[29][30]
- 2020年10月 寶塚Bow Hall 凪七瑠海コンサート『パッション・ダムール-愛の夢-(凪七瑠海音樂會「激情之愛 愛之夢」)』[31]
- 2021年1-4月 『fff-フォルティッシッシモ-(fff －Fortississimo－～歡聲高唱！～)』飾演:テレマン『シルクロード〜盗賊と宝石〜(絲路～盜賊與寶石～)』[32]
- 2021年5-6月 寶塚Bow Hall、 KAAT神奈川藝術劇場『ほんものの魔法使(真正的魔法師)』飾演:モプシー(莫普西/Mopsy)[33]
- 2021年8-11月 『CITY HUNTER(城市獵人)』飾演:海坊主(伊集院隼人) 新人公演 飾演:冴羽獠(正式公演:彩風咲奈)『Fire Fever!(火焰狂熱)』[34][35] ＊擔任新人公演主角
- 2022年1月 寶塚Bow Hall 『Sweet Little Rock 'n' Roll』飾演:ビリー(比利/Billlie)[36][37][38]＊第一次擔任寶塚Bow Hall公演主角
- 2022年3-6月 『夢介千両みやげ(夢介千兩冤大頭)』飾演:金の字(遠山景元) 新人公演 飾演:夢介(正式公演:彩風咲奈)『Sensational!(精彩繽紛!)』[39][40]＊擔任新人公演主角
- 2022年7-8月 梅田藝術劇場 『ODYSSEY（オデッセイ）-The Age of Discovery-(奧德賽-發現的時代)』[41]
- 2022年10-12月 『蒼穹之昴』飾演:光绪帝[42]
- 2023年2-3月 KAAT神奈川藝術劇場、梅田藝術劇場 『海辺のストルーエンセ(海邊的施澤林特)』飾演:クリスチャン7世(克里斯蒂安七世)[43][44][45]
- 2023年4-7月 『Lilac（ライラック）の夢路(紫丁香之夢路)』飾演:アントン(安東/anton)『ジュエル・ド・パリ!!(Jewel de Paris!!─巴黎的寶石─)[46]
- 2023年9月 梅田藝術劇場、日本青年館 『双曲線上のカルテ(雙曲線上的診斷書，改編渡边淳一原作小說「無影燈」)』飾演:ランベルト・ヴァレンティーノ(蘭貝托・范倫鐵諾)[47][48]
- 2023年12-2024年2月 『ボイルド・ドイル・オンザ・トイル・トレイル(沸騰的道爾踏上艱辛之路)』飾演:ミロ・デ・メイヤー教授(Milo de Meyer教授)『FROZEN HOLIDAY（フローズン・ホリデイ）(冰雪假期)』[49]
- 2024年4月-5月 『仮面のロマネスク(假面羅曼史，改編德拉克洛原作小說「危險關係」)』飾演:ダンスニー(唐瑟尼騎士)『Gato Bonito!!』※全國巡迴公演[50]
- 2024年7-10月 『ベルサイユのばら-フェルゼン編-(凡爾賽玫瑰-菲爾遜篇)』飾演:アンドレ(安德烈)[51]
- 2024年8月14-15日 パレスホテル東京(東京皇宮酒店)、8月19-20日 ホテル阪急インターナショナル(阪急國際飯店) 彩風咲奈ディナーショー『LAST MISSION』(彩風咲奈晚餐秀「最後使命」)[52]
- 2024年12月-2025年1月 梅田藝術劇場、KAAT神奈川藝術劇場 『FORMOSA!!(福爾摩沙)』飾演:ジョルジュ・サルマナザール(喬治·撒瑪納札)[53] ＊第一次擔任東上(東京特別公演)主角
- 2025年3-6月 『ROBIN THE HERO(罗宾汉)』飾演:ウィル・スタートレイ(威爾·史塔特利)『オーヴァチュア！(序曲)』[54]
- 2025年8-9月 御園座 『An American in Paris（パリのアメリカ人）(花都舞影，改編同名好萊塢電影)』飾演:アダム・ホックバーグ(亞當)※預定
- 2025年11月-2026年2月『ボー・ブランメル～美しすぎた男～(美男布魯梅爾)』『Prayer～祈り～(祈禱)』※預定

## 外部連結
- 寶塚官網縣千的簡介 （页面存档备份，存于）
- 東京都會電視台網站縣千簡介宝塚カフェブレイク登場人物縣千，存档于Archive.today（存檔日期 20250422）